# Optatie
Een optatie (ook optatio of wens) is een stijlfiguur, waarbij een (gepassioneerde) wens formuleert.
voorbeelden
- Ik hoop dat je het geluk nog een mag vinden.
- O, mocht ik altijd bij je zijn.